# Estheria picta
Estheria picta är en tvåvingeart som först beskrevs av Johann Wilhelm Meigen 1826.  Estheria picta ingår i släktet Estheria och familjen parasitflugor. Inga underarter finns listade i Catalogue of Life.